# パレスチナ分割決議
パレスチナ分割決議（パレスチナぶんかつけつぎ 、英: United Nations Partition Plan for Palestine）は、当時のパレスチナ問題を解決するために出された国連決議案。この案は「経済同盟を伴う分割案（Plan of Partition with Economic Union）」と述べられ、イギリスの委任統治を終わらせアラブ人とユダヤ人の国家を創出し、エルサレムを特別な都市（コーパス・セパラタム）とすることとなっていた。1947年11月29日国際連合総会において、この案の採用と実施を勧告する決議が決議181号（II）として採択された。
決議案のI項には、「委任統治の終了、分割と独立」に関する条文が含まれていた。委任統治を速やかに終了し、遅くとも1948年8月1日までにはイギリスはパレスチナから撤収することとなった。新しい国家は撤収から2ヵ月後に成立する予定であった。シオニズムとして知られるユダヤ人の民族主義とシオニズムの前から先住していたアラブ人の民族主義は競合し相反するため、これに対処すべく分割が提案された。決議案のII項では国境線についての提案がなされている。また新国家は経済同盟となることと、宗教的少数派の権利を保護するよう求めた。
この案はユダヤ人側には一部を除き受け入れられたが、アラブ諸国およびパレスチナのアラブ人指導者たちは一部を除き拒絶した。
総会で決議が採択されるとすぐに内戦が勃発し、分割案は実現しなかった。

## 分割提案以前
国際連盟は第1次世界大戦後にオスマン帝国分割の一環としてイギリスのパレスチナ委任統治を認めた。1918年に実施したイギリスの人口調査ではアラブ人は700,000人、ユダヤ人56,000人と推計している。
1917年のバルフォア宣言でイギリスの外務大臣は「パレスチナでのユダヤ人居住地（ナショナル・ホーム）建設に好意を寄せており…（中略）…パレスチナの非ユダヤ系住民の市民権および宗教的権利を害することがあってはならない…（後略）」と政府の見解を示している。この時点では居住地獲得の手段として分割も国家の樹立も言及されてはいなかった。バルフォアの後任外相カーゾン侯爵は、1500年の大半の時期パレスチナを占有してきたアラブ系住民はどうなるか、そしてユダヤ人移民のために土地を取り上げることも、後から来たもののために土地を切り開いてきただけになることも彼らには納得がいかないだろうと懸念しメモに残している。
1936年にパレスチナのアラブ反乱が勃発してユダヤ人とアラブ人の抗争が激化すると、1937年、ピール委員会はパレスチナをアラブ国家と小さなユダヤ国家（15％程度）、国際地域に分割する提案を行った。アラブ側の指導者はこの提案を拒絶。ユダヤの指導者ハイム・ヴァイツマンとベン＝グリオンは今後の交渉の土台として、条件付きでこの提案を承認するようシオニスト会議を納得させた。この提案には、ローザンヌ条約のギリシャとトルコ間での住民交換をモデルに、アラブ住民をユダヤ人国家の国境外へ移転することに関する条文が含まれていた。やはりこれに関してもアラブ側からは拒否された。
イギリスのウッドヘッド委員会はいくつかの分割案を考案した。しかしこの提案を実現するのは困難であった。1938年のイギリス政府の政策要綱では「パレスチナにアラブ人とユダヤ人の独立国家を創出する提案に関する政治的、行政的、財政的困難は非常に大きく、問題の解決は不可能である」と述べた。アラブ人とユダヤ人の代表をロンドン会議に招いたが問題解決には至らなかった。
1939年5月のマクドナルド白書（39年白書）では、イギリス政府はパレスチナをユダヤ人国家にすべきという方針はとっていないこと、またパレスチナへのユダヤ人移民を制限する考えを示した。これに対しユダヤ側は拒否反応を見せた。イギリス政府に移民制限を無くすよう要請し、またアリヤー・ベートと呼ばれる違法移民が発生した。強硬派はレヒを組織した。彼らはイギリスに抵抗するユダヤ人テロ組織であり、一時はナチスと協力することも考えた。しかしレヒはメンバーが100名以下であり調査の結果ナチスは興味を失っていった。結局この時代には全てが未解決のままであった。

## 国連パレスチナ特別委員会

### 背景

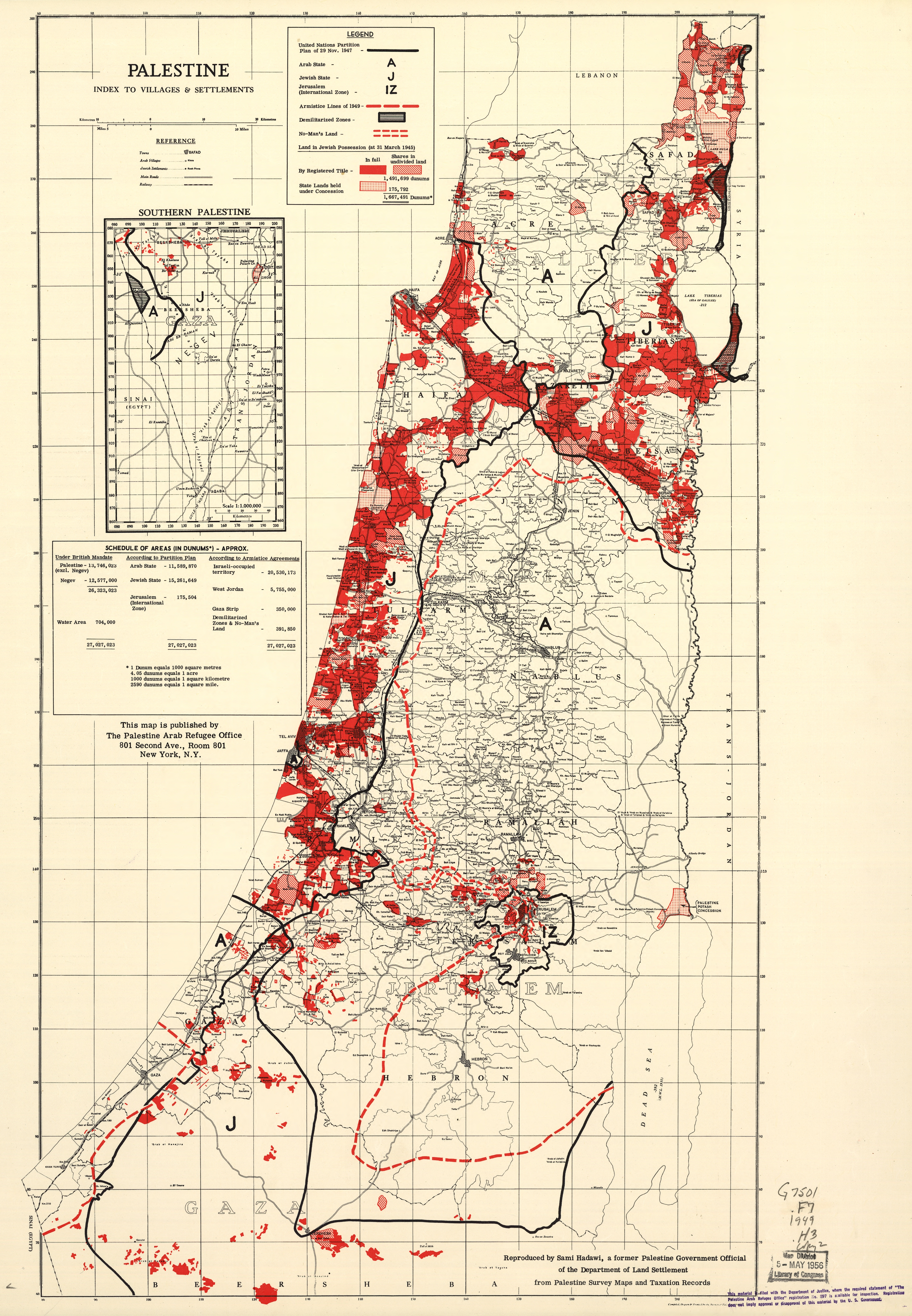
1945年3月31日の時点でのユダヤ人占有地。共有地も含む。総面積の6％を占め、そのうち半分以上がユダヤ民族基金とパレスチナユダヤ人入植協会によるものである。

第二次世界大戦後、イギリスはホロコーストを生き残ったユダヤ人のパレスチナへの移民を認めるよう迫られていたが、1939年の白書に従い、ユダヤ人の移民を制限していた。ユダヤ人は移民制限を拒否し武装抵抗を開始した。彼らとアメリカは移民制限政策の廃止を迫り、英米調査委員会の設立に至った。1946年4月委員会は全会一致で、ヨーロッパからパレスチナへの100,000人ものユダヤ人難民の即時受け入れを承認。しかし、この勧告においてもアラブ人国家、ユダヤ人国家について言及はなされていなかった。イギリスのパレスチナ当局はこの提案を拒否。パレスチナにおいてアラブ人、ユダヤ人双方の武装組織が活動し、公共の秩序を乱している間はそのような移民は到底受け入れられないと述べた。アメリカ合衆国戦争省はアラブ人の反乱に対し米軍300,000人を無期限で動員する必要があると報告している。
1947年2月7日、イギリスはパレスチナの委任統治を終了する意向を発表。1947年4月2日にイギリスは国際連合にパレスチナ問題に関する勧告を正式に要請した。この頃ユダヤ人の反英テロは過激さを増しており、前年の7月にもキング・デイヴィッド・ホテル爆破事件が発生。アラブ人41名、イギリス人28名、ユダヤ人17名を含む死者91名の大惨事となった。
1947年5月15日、国連は11カ国の代表からなる国連パレスチナ特別委員会（UNSCOP）を組織した。委員会の中立性を高めるためメンバーは列強諸国以外から選ばれた。UNSCOPは公聴会やパレスチナ情勢の全般的な調査を3ヶ月間に渡り実施することとなった。

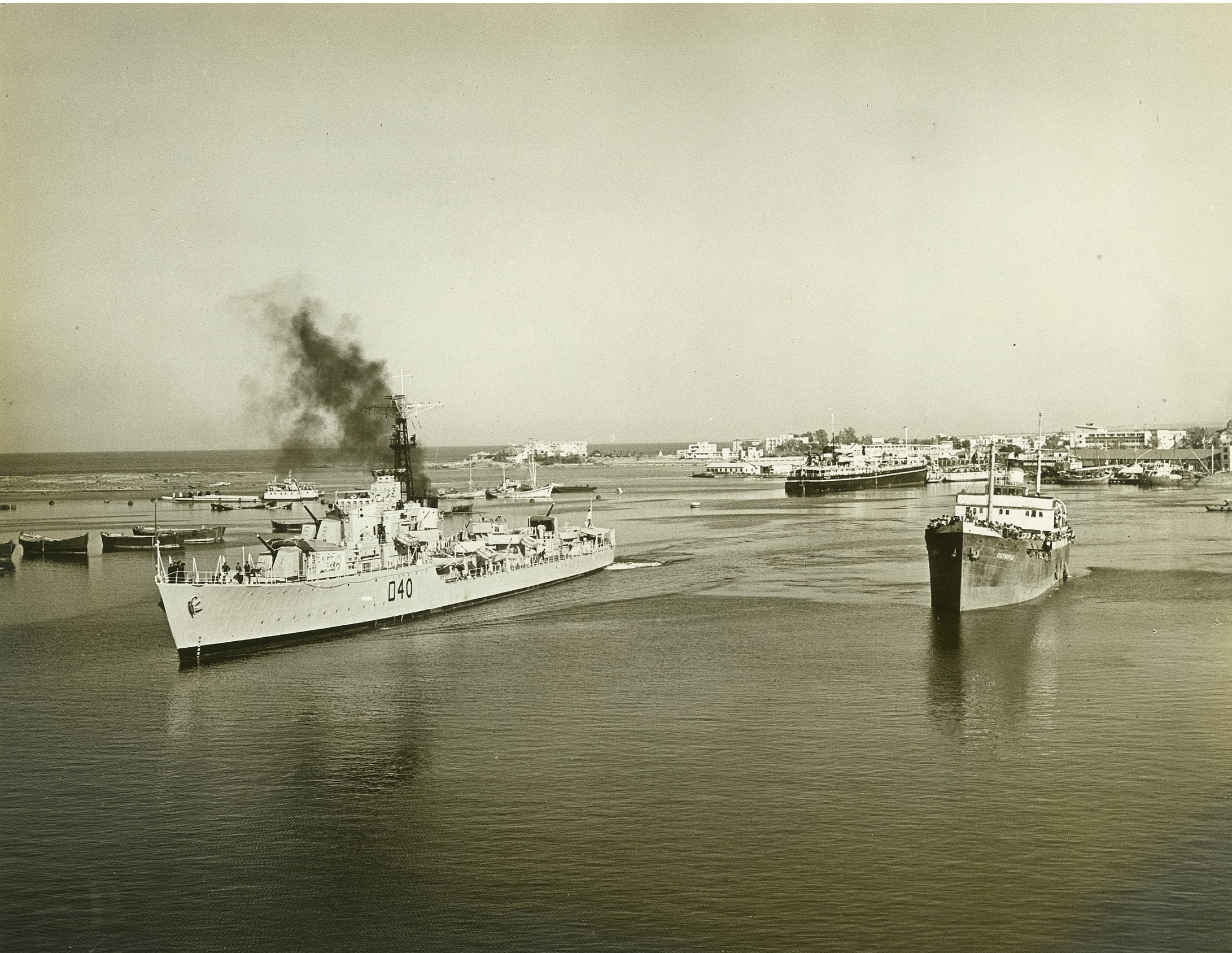
イギリス艦（左）に強制的に誘導されるエクソダス号（右）

1947年7月18日、エクソダス号は4,515人もの移民希望者を乗せパレスチナへ向かっていた。イギリス海軍はこれを待ち構え、乗客をフランス行きの船へ強制的に乗り換えさせた。乗客はパレスチナへの移民を主張しフランスでの下船を拒否、最終的に乗客はドイツのハンブルクで強制的に降ろされた。この騒動はイギリスにとてつもない悪評をもたらし、国際世論の後押しもありUNSCOPはより一層問題解決に向けて取り組んだ。

### 委員会の報告書
1947年9月3日、委員会は国連総会に報告書を提出した。報告書は8章まであり第5章から第7章に委員会からの提案がある。「第5章：提案（I）」は全部で12の提案があり、セクションAには委員全員が賛同した11件の提案がある。セクションBには大多数が賛同した提案で、2人の委員が反対し、1人は意見を表明していない。「第6章：提案（II）」では「経済同盟を伴う分割」が提案されており、7人の委員（カナダ、チェコスロバキア、グアテマラ、オランダ、ペルー、スウェーデン、ウルグアイ）が支持した。「第7章：提案（III）」ではパレスチナの連邦国家の樹立が提案されており、インド、イラン、ユーゴスラビアの委員がこれを支持した。
総括すると、委任統治を終わらせパレスチナを独立させることについては全委員の意見が一致しているが、独立に関して1つの連邦制国家とすべきか（提案（III）、少数派案）、2つの国家とすべきか（提案（II）、多数派案）は意見が分かれている。また、パレスチナ問題の解決をユダヤ人問題の解決と見るかについても意見の一致を見ていない。

#### 提案（I）
提案（I）は12件の提案からなる。セクションAは全委員の意見が一致した11の提案で、セクションBは3名が賛意を示していない。
- セクションA

1. 委任統治の終了
パレスチナの委任統治は可能な限り速やかに終了すること。
2. 独立
パレスチナができる限り早く独立すること。
3. 移行期間
独立には自立を準備するための移行期間をおき、可能な限り短い期間であること。
4. 移行期間中の国連の責任
移行期間中は国連がパレスチナを管理し、独立の準備にも責任を持つ。
5. 聖地および宗教的権益
A. 礼拝、巡礼などの宗教的権利はキリスト教徒、ユダヤ教徒、ムスリム、全てにおいて守られなければならない。またこれはパレスチナ在住者のみならず海外在住者の権利についても同様である。
B. 既存の宗教コミュニティーの権利が害されることがあってはならない。
C. 宗教的な紛争を公平に解決できるシステムを構築すること。
D. 聖地や宗教に関する規定を独立した新国家の憲法に盛り込むこと。
6. ユダヤ人難民
ヨーロッパに存在する25万人近くの虐げられたユダヤ人に対し、国連は何らかの手立てを緊急に手配する。
7. 民主主義の原則と社会的少数派の保護
A. 言論や信教などの自由と基本的人権の尊重。
B. 社会的少数派は財産や権利について保護されなければならない。
8. 平和的関係
A. 国際的な紛争は平和的手段によって解決されなければならない。
B. 領土保全や政治的独立などについて、武力による威嚇または行使、および国連の目的に反した行動を自粛すること。
9. 経済的結合
パレスチナ問題が解決するまでは、そこに住む人々の生活と発展のためにパレスチナは経済的に一丸とならなければならない。
10. 治外法権
かつてパレスチナで特権を享受してきた国はそれを放棄すること。
11. 暴力行為に対する表明
パレスチナで行われている暴力行為を速やかに無くすよう国連は最大限努力を行うこと。
- セクションB

12. 一般的なユダヤ人の問題
パレスチナ問題の解決がユダヤ人の問題全般を解決することにはつながらない。

#### 提案（II）
提案（II）は3項に分かれている。この提案は7名の委員が支持している。
I項 経済同盟を伴う分割
パレスチナをアラブ人国家、ユダヤ人国家、エルサレム市の3つに分割する。
パレスチナにおいてアラブ人、ユダヤ人、双方の主張は相容れないものであり、現実的な手段として、また双方の民族主義のためにも分割を提案する。
分割提案は現実的な提案であり、連邦国家制はアラブ人もしくはユダヤ人のどちらかが支配するような状況でない限り機能しないと思われる。
また、政治的、経済的な自立と責任を促す点においても連邦国家制に優れる。
分割についてアラブ人が強く反対していることは認識しているが、移民制限されてきたユダヤ人の心情および窮状を考慮するものである。アラブ人の不安を取り除くためにもユダヤ人国家の拡張に対しては国連の制裁を伴うものとする。
領地的資源的に限定されているパレスチナにおいては、創出される2国家は経済的共同体となることが必須である。政治的に統一されるのは不可能であっても経済的には可能であると考えられる。
II項 国境線
アラブ人国家は、西ガリラヤ、エルサレム市を除くユダヤ・サマリアの丘陵地帯および、アシュドッドからエジプト国境に至る海岸沿いの平野部が含まれる。
ユダヤ人国家は、東ガリラヤ、エスドラエロン平原、海岸沿いの平野部の大半およびネゲブ地方とする。
III項 エルサレム市
エルサレム市を国連を施政権者とした信託統治とする。この地はキリスト教、ユダヤ教、イスラム教の聖地であり、宗教的平和および海外からの巡礼者への利便に不都合があってはならない。

#### 提案（III）
提案（III）は提案（II）に相対するもので、3名の委員がこれを支持している。
連邦制国家
アラブ人、ユダヤ人ともにパレスチナに歴史的文化的な背景を持ち、この点からパレスチナに対し両者は平等な権利を持つ。
パレスチナ問題の解決はユダヤ人の問題を解決することにはならず、ユダヤ人の民族主義と国家の樹立という要求を満たすよりも、ユダヤ人が幸福に生活を送ることが何よりも重要である。
連邦国家制を採るならば分割案のように経済をコントロールする必要はなく、社会的少数派を虐げることにもならず、国際連合憲章の基本原則に合致する。
アラブ人とユダヤ人の潜在的対立を回避するために1つの国家で忠誠心、愛国心をともにすることが平和実現への道である。
分割案は反アラブ主義とみなされるが、連邦案は反ユダヤ主義ではない。
アラブ人とユダヤ人の間で協力関係が現在のパレスチナでも見られ、お互いの協力体制は実現可能であると推測する。

### 分割提案
分割提案では、アラブ人国家は西ガリラヤ地域、ユダヤ・サマリアの丘陵地帯、アッコの町（アッコンとしても知られる歴史のある港町、分割案ではアラブ人国家の貿易拠点になることを想定している）、現在のガザ地区を含むアシュドッドからエジプト国境沿いの地域が含まれていた。ユダヤ人国家はハイファからレホヴォトに広がる地域と東ガリラヤとネゲヴ地方を含む。エルサレム特別区（コーパス・セパラタム）はエルサレムとベツレヘム周辺地域が含まれる。
アラブ人国家は委任統治領の約43％であり、ユダヤ人国家は委任統治領の約56％とわずかに大きい。これはユダヤ人の将来の移民に対応するためであった。ユダヤ人国家にはシャロン平原、イズレエル渓谷、ヨルダン渓谷といった肥沃な土地が含まれるが、大部分は砂漠の広がるネゲヴである。またユダヤ人国家には紅海へのアクセスが可能なエイラートも与えられた。
報告書には1946年末までの公式統計を基に推定された人口統計が含まれている。分割案ではユダヤ人国家に可能な限りユダヤ人を収容するようになっている。したがってアラブ人国家にはユダヤ人は極少数しか存在しない。逆にユダヤ人国家にはアラブ人が多数含まれている。ユダヤ人国家に住むユダヤ人とアラブ人はユダヤ人国家の市民となり、アラブ人国家に住むユダヤ人とアラブ人はアラブ人国家の市民となる予定だった。
|                                                                              | アラブ人とその他 | アラブ人とその他 | ユダヤ人 | ユダヤ人 |           |
| 帰属                                                                         | 人口             | 国内比率         | 人口     | 国内比率 | 人口合計  |
| ---------------------------------------------------------------------------- | ---------------- | ---------------- | -------- | -------- | --------- |
| アラブ国家                                                                   | 725,000          | 99%              | 10,000   | 1%       | 735,000   |
| ユダヤ国家                                                                   | 407,000          | 45%              | 498,000  | 55%      | 905,000   |
| 信託統治                                                                     | 105,000          | 51%              | 100,000  | 49%      | 205,000   |
| 合計                                                                         | 1,237,000        | 67%              | 608,000  | 33%      | 1,845,000 |
| 1947年9月3日に提出されたUNSCOPの報告書の第4章 A COMMENTARY ON PARTITION より |                  |                  |          |          |           |

## 臨時委員会

1947年9月23日に国連総会はUNSCOPの報告書を検討するパレスチナ問題の臨時委員会（アド・ホック委員会、Ad Hoc Committee）を設立した。アラブ高等委員会（Arab Higher Committee）とユダヤ機関の代表が招待され委員会に出席した。
イギリス政府はアラブ人、ユダヤ人双方が受け入れられないのならどのような合意も意味をなさないと感じていた。そのような場合には国連総会は代替案を出すべきだと要求していた。
アラブ高等委員会はUNSCOPの連邦案、分割案ともに拒否した。彼らは「歴史調査の結果からシオニストの主張には法的、道徳的根拠は存在しないと結論するに至った。」と述べた。パレスチナではアラブ人の国家のみが国連憲章と合致するだろうと主張した。
ユダヤ機関はUNSCOPの勧告の大半については支持を表明したが、提案された国境線、特に西ガリラヤと西エルサレムについてはユダヤ人国家に含まれるべきであると主張した。そのような問題点はあったにせよ彼らはこの案を受け入れた。なぜなら移民を主権的に管理することはユダヤ人国家を再建することにつながるだろうと考えたのである。

### 小委員会
UNSCOPの報告書を精査するため二つの小委員会が設立された。第一小委員会は分割案いわゆる多数派案を検討し、第二小委員会は連邦国家案、少数派案を検討することとなった。
第二小委員会はパレスチナ問題には法的問題があるとして国際司法に預けるべきではないかと提起した。また、国連やその加盟国はパレスチナの今後について提案を勧告する、もしくは強制する権限はあるのだろうか、特にパレスチナの住民の意向に反する、ないしは同意の無い分割提案をすることについて問いかけた。国連で審議をすることそのものへの提案であるため、まず先に第二小委員会の提案が臨時委員会で審議された。これらの提案は否決され、また第二小委員会の提案した連邦案についても賛成12反対29棄権14で否決された。
次に臨時委員会は第一小委員会の提案を議決にかけた。まず国境線の修正案が審議され、以前はユダヤ人国家に組み込まれていたアラブ人が多く住むヤッファはアラブ人国家の飛び地となった。またアラブ人国家の国境線はベエルシェバとエジプト国境沿いのネゲブ砂漠の一部を含むように変更された。そして、経済同盟を伴う分割案が投票にかけられ、賛成25、反対13、棄権17、欠席2で可決された。
この臨時委員会の結果を元に総会決議案が提出された。

## 投票
パレスチナ問題は重要問題として扱われていたので国連総会で決議が採択されるためには、57ヶ国の加盟国のうち棄権、欠席を除いて3分の2の賛成が必要であった。11月26日にシオニストが議事妨害を行い、投票は3日間延期された。複数の情報では、もし投票が予定日に行われていたら過半数は得たにせよ、3分の2は得られなかったと見られている。ニューヨークのシオニズムの支援者たちは支持を表明していない国家へ工作を行うため、この延期を利用した。

### 投票に対する工作

#### 賛成派工作
分割案の支持者は賛成を投票するよう工作を行ったとされる。26名のアメリカ合衆国上院議員が署名した電報は、海外援助をちらつかせ、賛否を迷っている国家へ分割案を賛成するよう送られた。多くの国が工作があったことを報告している。
- アメリカ合衆国（賛成）： トルーマン大統領は後に「今まで見たことがないような国連をうごめく工作だけでなく、ホワイトハウスでも工作活動が行われたというのが事実である。私は自分が工作を行ったり、ホワイトハウスでプロパガンダを行ったとは思わない。少数の極端なシオニストの指導者、つまり政治的な動機を持ち政治的な脅迫を行うものは、煩わしく迷惑だった。」と語った[29]。

- インド（反対）：インドの首相ネルーは国連での投票について怒りと侮蔑をあらわにしている。シオニストはインドを買収しようと企み、同時に後に国連総会議長となる彼の妹ヴィジャヤ・ラクシュミ・パンディット（英語版）に対しインドが賛成しなければ命が無いと毎日警告を行っていたと彼は語っている[30]。インドの国連代表団であったパンディットは時折イシューブの支持をほのめかした。しかし代表団の別の者はインドにはムスリムが多く、ユダヤ側の行動は知っているがそれでもアラブ側に投票するだろうと語った[31]。

- リベリア（賛成）：リベリアの大使はアメリカに対し、アメリカの代表団は複数の国に対し援助を削減する脅迫をしていると訴えた[32]。リベリアに拠点を持つFirestone Natural Rubber Companyの社長であるアメリカ人のHarvey S. Firestone, Jr.もまたリベリア政府に圧力をかけた[26][28]。

- フィリピン（賛成）：フィリピン代表団のカルロス・P・ロムロは投票以前に「これはモラルの問題である。パレスチナの人々にとって明らかに不快な施策を行ってしまったら、国連は責任をとれるのだろうか。フィリピン政府は国連がそのような責任をあえて持つ必要はないと確信する。」と述べた。アメリカ政府からフィリピン政府への電話の後、ロムロは召還され、フィリピンは賛成に票を投じた[28]。

- ハイチ（賛成）：500万ドルの融資を約束していなければハイチの賛成票は入らなかったかもしれない[33]。

- フランス（賛成）：投票直前、バーナード・バルークがフランスの国連代表を訪れた。バルークは長きに渡りユダヤ人を支援してきた民主党員であり、先の大戦中はルーズベルト大統領の経済顧問、後にトルーマンから新しく設立された国連原子力委員会（UNAEC、1946年設立、1952年解散）のアメリカ代表として指名された人物であった。彼は密かにユダヤ人武装組織のイルグン、およびそのフロント組織であるAmerican League for a Free Palestineを支援していた。バルークはフランスがこの決議案を支持しない場合、アメリカの対フランス支援計画が無くなるかもしれないと言い含めた。フランス経済は傾いており、アメリカの支援は復興にどうしても必要であった。以前はアラブ系植民地に配慮し分割案の支持は表明していなかったが、結局フランスは決議に賛成票を投じた。フランスの近隣国のベルギー、ルクセンブルク、オランダもまた賛成票を入れた[25]。

#### 反対派工作
ベニー・モリスによればアラブ高等委員会のワシフ・カマルは国連代表団、おそらくはロシア人を買収しようとした。
アラブ諸国ではユダヤ人に対する警告あるいは直接的な脅迫が多数行われた。
- ジャマル・アル＝フサイニー（英語版）は「中東では血が川のように流れることになるだろう」と言及した[35]。

- イラクの首相ヌーリー・アッ＝サイードは「我々は銃を手にその国を叩き潰し、ユダヤ人が隠れている場所を消し去るだろう。」と語った。ヌーリーはまた、イギリスの外交官に国連の解決策が満足のいくものではなかったら、アラブ人の国に住む全ユダヤ人には厳しい措置が取られるだろうと語った[35]。

- 11月24日に国連総会のエジプト代表団のムハンマド・フセイン・ヘイカル＝パシャは、ユダヤ人国家が樹立すればイスラムの国に住む100万人のユダヤ人は危険に晒されるだろうと述べた[36]。

- 1947年11月28日、ニューヨークのフラッシング・メドウにある総会ホールにおいて、イラク外相Fadel Jamallはスピーチをした。「この分割は大多数の人間の意思に反して実施され、中東の平和と調和を危険に晒します。パレスチナのアラブ人による蜂起が予想されるだけでなく、アラブ世界の民衆も立ち上がるでしょう。アラブ世界でのアラブ人とユダヤ人の関係は大きく損なわれます。ユダヤ人はパレスチナよりもパレスチナ以外のアラブ世界にたくさんいます。イラクだけでも15万人のユダヤ人が存在し、彼らはムスリムやキリスト教徒と政治的、経済的な権利を分け合っています。ムスリムとキリスト教徒とユダヤ人の仲は上手くいっています。しかしパレスチナのアラブ人に課せられた不正義はユダヤ人と非ユダヤ人の調和を乱すことになり、宗教的な偏見と憎悪を産み出します[37]。」

- 1947年11月24日に行われた国連パレスチナ臨時委員会の第29回でエジプト代表団のHeytal Pashaは「国連がユダヤ人国家を創出するためにパレスチナを分割しようというのなら、そこに血が流れるのを止めることができるものは地上にはいないだろう。…（中略）…ユダヤ人の血はアラブ世界のあらゆるところで必ず流されることになるだろう。」と述べた[38]。

アラブ諸国は西側列強に対し分割案に賛同すれば、石油禁輸とアラブ諸国の東側編入のどちらか、もしくは両方が行われるだろうと警告している。

### 投票結果
1947年11月29日、国連総会での投票は賛成33票、反対13票、棄権10票、欠席1で分割案が採択された。投票結果は下記の通り。
賛成（33ヶ国、72%）
| ウルグアイ | エクアドル | グアテマラ | コスタリカ | ドミニカ共和国 |
| ニカラグア | ハイチ     | パナマ     | パラグアイ |                |
| ブラジル   | ベネズエラ | ペルー     | ボリビア   |                |

| アイスランド | アメリカ合衆国 | オーストラリア | オランダ         |
| カナダ       | スウェーデン   | デンマーク     | ニュージーランド |
| ノルウェー   | フランス       | ベルギー       | ルクセンブルク   |

| ウクライナSSR | ソビエト連邦 | チェコスロバキア |
| 白ロシアSSR   | ポーランド   |                  |

| リベリア | 南アフリカ共和国 |

| フィリピン |

反対（13ヶ国、28%）
| アフガニスタン | イエメン | イラク | イラン     | インド   |
| サウジアラビア | シリア   | トルコ | パキスタン | レバノン |

| ギリシャ |

| エジプト |

| キューバ |

棄権（10ヶ国）
| アルゼンチン | エルサルバドル | コロンビア | チリ | ホンジュラス |
| メキシコ     |                |            |      |              |

| 中華民国 |

| エチオピア |

| イギリス |

| ユーゴスラビア |

欠席（1ヶ国）
| タイ |

### 賛否の変更
臨時委員会での投票と総会での投票で変更があったものは下記の通りである。
| チリ 棄権へ |

| タイ王国 欠席 |

| ギリシャ 反対へ | オランダ 賛成へ | ニュージーランド 賛成へ | ハイチ 賛成へ         |
| フランス 賛成へ | ベルギー 賛成へ | リベリア 賛成へ         | ルクセンブルク 賛成へ |

| パラグアイ 賛成へ | フィリピン 賛成へ |

## 反応

### ユダヤ人
パレスチナおよび世界各地のユダヤ人のほとんどは国連決議に満足したが、そうではないものもいた。ヨーロッパからの移民の問題と領土の限界が存在することに不満を抱きながらもユダヤ機関は決議を受け入れた。シオニスト指導者の主流派は、ユダヤ人国家を現代に復活させる「重い責任」を強調し、この地域の他の住民と平和に共存していくことを約束した。アメリカではユダヤ人は国連の対応を歓迎した。ほとんどがこの案を歓迎したが、問題が解決していないと感じるものもいた。
アラブ近隣諸国との間に平和と協調の関係を確立することが我々の最優先課題である。—ハイム・ヴァイツマン
修正主義シオニストたちは分割案は合法的にユダヤ人の領土を放棄させるものとして拒絶した。メナヘム・ベギンのイルグンとレヒ、彼ら過激派も分割案を拒否した。ベギンはアラブ人が攻め込んでくるので平和は訪れないと警告した。そして「戦争においては自分たちの力で立ち向かわなければならない。自分たちの存在と未来をかけた戦争なのだから。」と述べた。また「我々の祖国を2つに分けることは許されないことである。それを認めるようなことはありえない。」とも述べた。ベギンには確信があった。ユダヤ人国家が創設できれば領土拡張が可能になるだろう、「多くの血が流れることになるが。」
シオニストが妥協して分割案を受け入れたことによって、パレスチナ全土への野心を捨て、自分たちの国におけるパレスチナ人の権利を認めたなどと考えるのはただの幻想であるとシムハ・フラパンは述べる。彼は研究の結果、パレスチナ人国家の建国を妨害し、ユダヤ人国家の領域を増やす作戦の一環にすぎないと考えている。
分割案の投票から数日してイスラエル労働総同盟（ヒスタドルート）の中央委員に指名されたベン＝グリオンはその不安な胸中を吐露している。
「建国当時のユダヤ人国家の総人口はおそらく100万人ほどで、40％ぐらいは非ユダヤ人だった。この人口比率は安定した国家には向いていなかった。この事実は明らかに重大な問題だった。このままではユダヤ人が支配権を握り続けるのは確実とはいえない。…（中略）…たかだか60％の多数派では安定的で力強い国家を長く保つことはできない。」

### アラブ人
極わずかな例外を除いて、アラブの指導者と政府は分割決議案を拒否し、その他どのような分割案も拒否する姿勢を見せた。
UNSCOPが報告書を提出してから数週間後、ユダヤ系の商店やシナゴーグの破壊などの反ユダヤ主義行為を非難する人物で知られたアラブ連盟の事務総長アザム・パシャの言葉がエジプトの新聞に掲載された。「個人的には私は我々に戦争を強いることをやめてほしいとユダヤ人に望む、なぜなら排除のための戦争になり、モンゴルの大虐殺や十字軍の戦争と同じ危険な虐殺になってしまうからだ。私はパレスチナの外からやってくる義勇兵はパレスチナの人口を超えると思う。」1947年10月のこの声明はもっと遅い1948年5月15日（第一次中東戦争が勃発した日）に出されたとよく間違って伝わっている。
アラブ高等委員会はパレスチナのアラブ人国家に住むユダヤ人のうち大半は、イギリス委任統治領時代に住んでいなかったので市民権を与えるべきではないと述べた。アラブ連盟はパレスチナのアラブ人国家から追い出すべきユダヤ人も存在すると語った。
1948年2月16日に国連パレスチナ委員会は安全保障理事会に「強大なアラブの勢力がパレスチナの内外において総会決議を軽んじて、その結果を力ずくで変えようとたくらんでいる。」と報告した。アラブ側はエルサレムを国際管理にすることにも反対した。
シリアの大統領シュクリー・アル＝クーワトリーは国民に「シオニズムを根絶しなければならない」と言った。アミーン・フサイニーは1948年3月にヤッファの日刊紙Al Sarihのインタビュアーに「アラブ人は分割を阻止しただけでは終わらず、シオニストが全滅するまで戦い続けるだろう。」と答えた。
アザム・パシャは力ずくで分割を阻止しようと脅迫を続けていた。そのような中、分割を支持する声明を初めて出したのはエジプトの影響力の強い日刊紙Al Mokattamだった。「分割案はパレスチナ問題に対する最善の解決策であると信じるがゆえに我々は賛意を表明する。分割案を拒否することはさらなる問題を引き起こし、シオニストに戦いの準備をする時間的猶予を与える。1年の遅れはアラブ人の利益にはならずユダヤ人に利する。イギリスが出て行ってしまった後ではそれは顕著になるだろう。」
アラブ人はユダヤ人少数派の権利を尊重することを約束した。1948年5月20日、アザムは報道員に「我々はアラブ・パレスチナのために戦う。どのような結果になろうとも、アラブ人はアラブ・パレスチナにいるユダヤ人にアラブ人と同じ市民権を与えることにこだわるだろう。ユダヤ人が優勢な地域なら完全な自治権を得ることにもなるだろう。」と述べた。

### イギリス政府
アーネスト・ベヴィンは分割案を受け取ると、イギリスはこれをアラブに強制することがないように決定した。分割案はイギリス議会で精力的に議論された。
1947年12月4日にイギリスの閣僚会議で委任統治を終わらすことが決定された。1947年12月11日にイギリス政府は1948年5月14日深夜で委任統治を終了し、1948年8月1日までに完全に撤退することを公表した。イギリスの撤退期間中、新しくできる政権にスムーズに領土や権限を引き渡せるようパレスチナの管理を国連に移行するよう求められたが、イギリス政府は拒否した。

## 後の影響
分割案は完全に実施されなかった。イギリスのパレスチナ委任統治が完了する1948年5月14日にユダヤ人民評議会はテルアビブ美術館に集まりエレッツ・イスラエルにユダヤ人国家の樹立を宣言、すなわちイスラエルの独立が宣言された。アラブ諸国はパレスチナに介入するため侵攻、1948年5月15日に第一次中東戦争が勃発した。

## パレスチナ人国家の法的根拠として
1988年、パレスチナ解放機構は決議181号を根拠にパレスチナの独立を宣言。決議は失効しておらずパレスチナの人々が主権国家として独立することには国際的な正当性があると主張した。何名もの学者がこの見解を支持している。
2003年国連総会はイスラエルの分離壁建設と東エルサレムを含む領地の占拠について、勧告的意見を求める決議を行い、法的な問題点を国際司法裁判所に尋ねた。アブドゥル・コロマ判事は「国際法の下で確立され認められた権利として自己決定権はパレスチナの領地と人々にも適用されると裁判所は考える。それゆえパレスチナの人々はそのような権利の行使によって、元は決議181号（II）で想定され確認された彼ら自身の国家を持つ資格を有する。パレスチナ領土における壁の建設はそのような権利の実現を妨げ、したがって違法であると裁判所は考える。」と意見を示した。これを受けてPaul De Waart教授は、1922年の国際連盟のパレスチナ委任統治と1947年の分割案が合法であることを裁判所はきっぱりと示したと語った。

## 注・出典
1. 1 2  “A/RES/181(II) of 29 November 1947”.   United Nations (1947年). 2012年12月8日閲覧。
2. ↑  Enrico Molinaro (2010). The Holy Places of Jerusalem in Middle East Peace Agreements: The Conflict Between Global and State Identities. Sussex Academic Press. p. 78. ISBN 978-1845194048
3. ↑  Benny Morris 2008, p. 396
4. ↑  Benny Morris 2008, pp. 66–67, 72–73
5. ↑  Article "History of Palestine", Encyclopædia Britannica  (2002 edition), article section written by Walid Ahmed Khalidi and Ian J. Bickerton.
6. ↑  Itzhak Galnoor 1995, pp. 289–
7. 1 2 3  Mansfield, Peter (1992), The Arabs, pp. 172–175, ISBN 0-14-014768-3
8. ↑  William Roger Louis 2006, p. 391
9. ↑  Benny Morris (2010). One State, Two States: Resolving the Israel/Palestine Conflict. Yale University Press. p. 66. ISBN 978-0300164442
10. ↑  Benny Morris (2004). The Birth of the Palestinian Refugee Problem Revisited. Cambridge University Press. p. 11. ISBN 978-0521009676
11. ↑  Yosef Kats (1998). “4”. Partner to Partition: The Jewish Agency's Partition Plan in the Mandate Era. Routledge. ISBN 0-7146-4846-9
12. ↑  “Policy statement/ Advice against partition - UK Secretary of State for the Colonies - UK documentation Cmd. 5893/Non-UN document (11 November 1938)” (1938年11月11日). 2013年11月3日時点のオリジナルよりアーカイブ。2014年1月21日閲覧。
13. ↑  Sasson Sofer (2007). Zionism and the Foundations of Israeli Diplomacy. Cambridge University Press. pp. 253-254. ISBN 978-0521038270
14. ↑  A Survey of Palestine, Table 2 showing Holdings of Large Jewish Lands Owners as of December 31st, 1945, British Mandate: A Survey of Palestine: Volume I - Page 245. Chapter VIII: Land: Section 3.
15. ↑  Metz, Helen Chapin. Israel: A Country Study. Washington, D.C.: Federal Research Division, Library of Congress, 1990.
16. ↑  Jeffrey S. Gurock (1998). American Jewish History. Routledge. p. 243. ISBN 978-0415919333
17. ↑  Geselbracht, Raymond H.. “The United States and the Recognition of Israel: A Chronology”.   Harry S. Truman Presidential Library and Museum. 2011年11月28日閲覧。
18. ↑  “UNITED NATIONS: General Assembly: A/364: 3 September 1947: OFFICIAL RECORDS OF THE SECOND SESSION OF THE GENERAL ASSEMBLY: SUPPLEMENT No. 11: UNTIED NATIONS SPECIAL COMMITTEE ON PALESTINE: REPORT TO THE GENERAL ASSEMBLY: VOLUME 1” (1947年9月3日). 2012年6月10日時点のオリジナルよりアーカイブ。2014年1月20日閲覧。
19. 1 2 3  Benny Morris 2008, p. 47
20. 1 2  “The United Nations Partition Plan”. 2014年1月21日閲覧。
21. ↑  Yearbook of The United Nations 1947–48
22. ↑  第一小委員会報告書
23. ↑  第二小委員会報告書
24. 1 2 3  “REPORT OF THE AD HOC COMMITTEE ON THE PALESTINIAN QUESTION, A/516 of 25 November 1947” (1947年11月25日). 2014年1月21日閲覧。
25. 1 2 3  Barr, James (2012). A Line in the Sand: Britain, France and the Struggle that Shaped the Middle East. London: Simon and Schuster. p. 354. ISBN 978-1-84739-457-6
26. 1 2  “PALESTINE (Hansard, 11 December 1947)” (2013年2月20日). 2014年1月21日閲覧。
27. ↑  Ijaz Ahmad, Bashir Ahmad (1983). Servant of God: A Personal Narrative, Muhammad Zafrulla Khan ; [foreword by Ijaz Ahmad, Bashir Ahmad.]
28. 1 2 3  Phyllis Bennis (2003). Before and After. Interlink Books. p. 33. ISBN 978-1566564625
29. ↑  Lenczowski, George (1990). American Presidents and the Middle East. Duke University Press. pp. 28,158. ISBN 0-8223-0972-6
30. ↑  Heptulla, Najma (1991). Indo-West Asian relations: the Nehru era. Allied Publishers. pp. 158. ISBN 81-7023-340-2
31. ↑  Benny Morris 2008, p. 56
32. ↑  Quigley, John B. (1990). Palestine and Israel: a challenge to justice. Duke University Press. pp. 37. ISBN 0-8223-1023-6
33. ↑  Ahron Bregman; Jihan El-Tahri (1998). The fifty years war: Israel and the Arabs. Penguin Books. p. 25 2011年11月29日閲覧。
34. 1 2  Benny Morris 2008, p. 61
35. 1 2 3  Benny Morris 2008, pp. 50, 66
36. ↑  Benny Morris 2008, p. 67
37. ↑   U.N General Assembly ,A/PV.126,28 November 1947,discussion on the Palestinian question,  オリジナルの2013年10月16日時点におけるアーカイブ。 2013年10月15日閲覧。
38. ↑  29th Meeting of the Ad Hoc Committee on Palestine: 24 November 1947: Retrieved 31 December 2013
39. ↑  “A/PV.128 of 29 November 1947” (1947年11月29日). 2014年1月22日閲覧。
40. ↑  The Question of Palestine: Brochure DPI/2517/Rev.1: Chapter 2, The Plan of Partiton and end of the British Mandate
41. ↑  “PALESTINE JEWRY JOYOUS AT NEWS; Ben-Gurion Voices Attitude of Grateful Responsibility – Jerusalem Arabs Silent”. New York Times:  p. 58. (1947年11月30日) 2012年1月9日閲覧。
42. ↑  “VOTE ON PALESTINE CHEERED BY CROWD”. New York Times. (1947年11月30日) 2012年1月9日閲覧。
43. 1 2  “JEWISH UNITS HERE HAIL ACTION BY U.N.”. New York Times. (1947年11月30日) 2012年1月9日閲覧。
44. ↑  “Weizmann message.”. The Palestine post. (1948年5月30日) 2013年10月9日閲覧。
45. ↑  Menahem Begin (1977). The revolt. Nash Publishing Corporation. p. 412. ISBN 978-0840213709
46. ↑  Menahem Begin (1977). In the underground : writings and documents. 4. Hadar. p. 70
47. ↑  Aviʻezer Golan, Shelomoh Naḳdimon (1978). Begin. ʻIdanim. p. 172
48. ↑  Simha Flapan (1988). The Birth of Israel: Myths and Realities. Pantheon. pp. 8-9. ISBN 0-679-72098-7
49. ↑  Jamal K. Kanj (2010). Children of Catastrophe: Journey from a Palestinian Refugee Camp to America. Garnet Publishing. ISBN 978-1859642627
50. ↑  Beinin, J. (1998). The Dispersion Of Egyptian Jewry. Culture, Politics, And The Formation Of A Modern Diaspora. pp. 64–65. University of California Press. ISBN 0-520-21175-8
51. ↑  British Institute Gutted; Demonstration near Cairo". The Times of India. December 3, 1947. p. 5.   Margaret Pope (December 1, 1947). ""Will Fight to Finish," Says League Official". The Scotsman. p. 2.
52. ↑  David Barnett and Efraim Karsh (2011). “Azzam's genocidal threat”. Middle East Quarterly 18 (4):  85–88.
53. ↑  Tom (2011年10月21日). “The makings of history / The blind misleading the blind”. Haaretz
54. ↑  Benny Morris 2008, p. 45
55. ↑  UNITED NATIONS PALESTINE COMMISSION Archived 2010年12月19日, at WebCite First Special Report to the Security Council
56. ↑  Benny Morris 2008, p. 187
57. ↑  November 1947|title=The Egyptian daily "Al Mokattam" at Saturday, (the day after the historic U.N resolution of Palestine Partition on 29 November 1947) supported the Partition
58. ↑  Tom Segev. “Arabs and Jews under the British Mandate”. 2014年1月22日閲覧。
59. ↑  パレスチナ・ポスト, 21 May 1948, p. 3.
60. ↑  Morris 2008, p. 73
61. ↑  Louis 2006, p. 419
62. ↑  Benny Morris 2008, p. 74
63. ↑  Roza El-Eini (2006). Mandated landscape: British imperial rule in Palestine, 1929–1948. Routledge. p. 367. ISBN 978-0-7146-5426-3
64. ↑  Arthur Koestler (March 2007). Promise and Fulfilment – Palestine 1917–1949. READ BOOKS. pp. 163–168. ISBN 978-1-4067-4723-2 2011年10月13日閲覧。
65. ↑  Benny Morris 2008, p. 73
66. ↑  Declaration of Establishment of State of Israel: 14 May 1948
67. ↑  Cablegram from the Secretary-General of the League of Arab States to the Secretary-General of the United Nations 15 May 1948: Retrieved 4 May 2012
68. ↑  Request for the admission of the State of Palestine to Unesco as a Member State, UNESCO, 12 May 1989
69. ↑  The Palestine Declaration To The International Criminal Court: The Statehood Issue Archived 2011年7月13日, at the Wayback Machine.
70. ↑  Sanford R. Silverburg (2002). Palestine and International Law: Essays on Politics and Economics. McFarland & Company. pp. 37-54. ISBN 0-7864-1191-0
71. ↑  Guy S. Goodwin-Gill and Stefan Talmon eds. (1999). “5”. Israel (1948–1949) and Palestine (1998–1999): Two Studies in the Creation of States. Oxford: Clarendon Press
72. ↑  Timothy Hillier (1998). Sourcebook on Public International Law. Cavendish. p. 217. ISBN 1-85941-050-2
73. ↑  Vera Gowlland-Debbas. “Collective Responses to the Unilateral Declarations of Independence of Southern Rhodesia and Palestine: An Application of the Legitimizing Function of the United Nations”. doi:10.1093/bybil/61.1.135. 2014年1月22日閲覧。
74. ↑  See paragraph 5, Separate opinion of Judge Koroma Archived 2011年6月4日, at the Wayback Machine.
75. ↑  DE WAART, PAUL J. I. M. (2005-10-01). International Court of Justice Firmly Walled in the Law of Power in the Israeli–Palestinian Peace Process. Cambridge University Press. pp. 467-487. doi:10.1017/S0922156505002839 2014年1月22日閲覧。.